# Diocesi di Caratinga

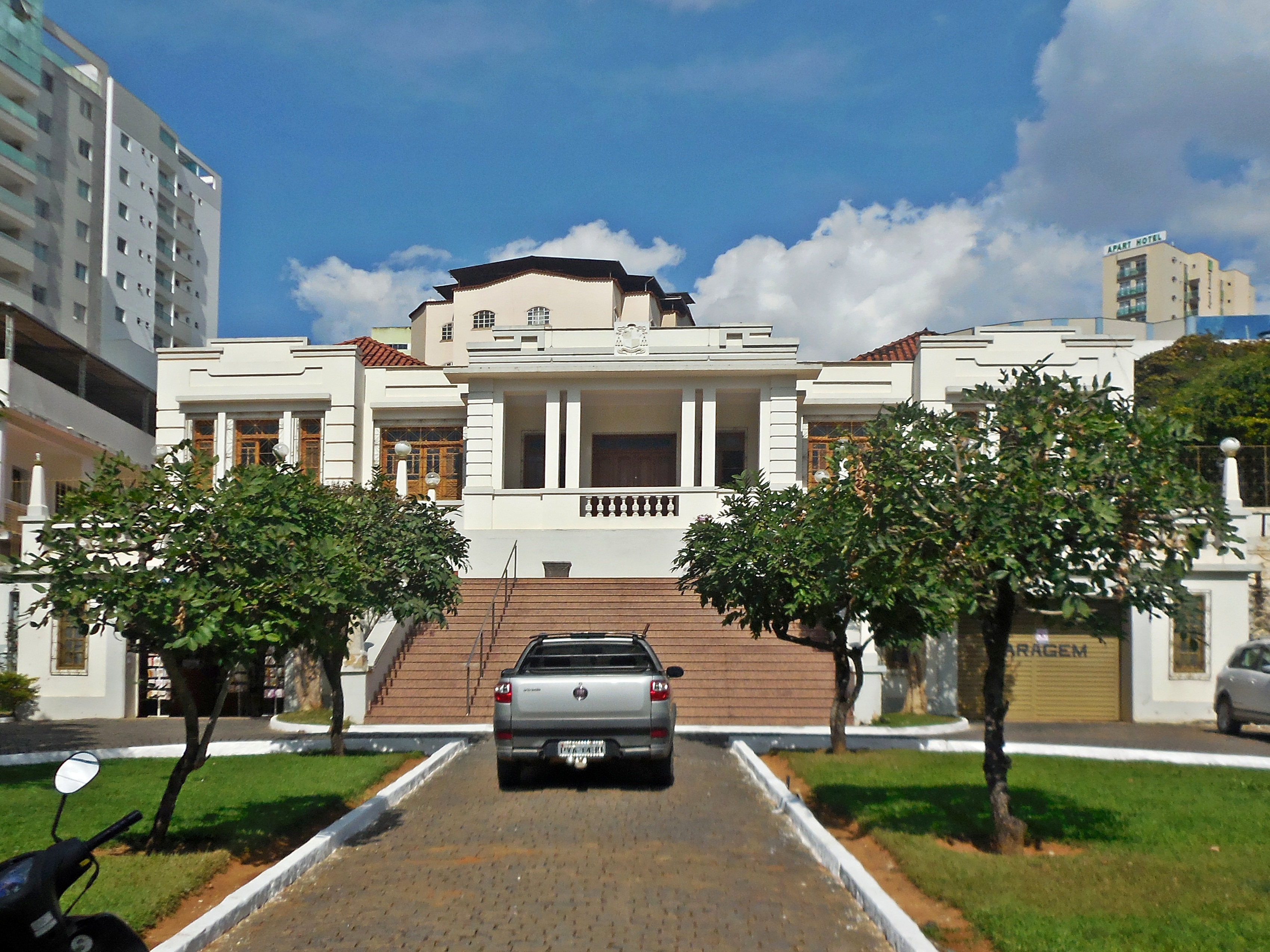
Il palazzo vescovile di Caratinga.

La diocesi di Caratinga (in latino: Dioecesis Caratingensis) è una sede della Chiesa cattolica in Brasile suffraganea dell'arcidiocesi di Mariana. Nel 2021 contava 504.212 battezzati su 713.170 abitanti. È retta dal vescovo Juarez Delorto Secco.

## Territorio
La diocesi comprende 43 comuni nella parte sud-orientale dello stato brasiliano di Minas Gerais: Caratinga, Alto Jequitibá, Bom Jesus do Galho, Caputira, Carangola, Chalé, Conceição de Ipanema, Córrego Novo, Divino, Dom Cavati, Durandé, Entre Folhas, Espera Feliz, Faria Lemos, Iapu, Imbé de Minas, Inhapim, Ipaba, Ipanema, Lajinha, Luisburgo, Manhuaçu, Manhumirim, Martins Soares, Mutum, Orizânia, Pocrane, Santa Bárbara do Leste, Santa Margarida, Santa Rita de Minas, Santana do Manhuaçu, São Domingos das Dores, São Francisco do Glória, São João do Manhuaçu, São João do Oriente, São Sebastião do Anta, Simonésia, Tarumirim, Tombos, Ubaporanga, Vargem Alegre, Vermelho Novo e il distretto di Vermelho Velho nel comune di Raul Soares.
Sede vescovile è la città di Caratinga, dove si trova la cattedrale di San Giovanni Battista.
Il territorio si estende su una superficie di 15.088 km² ed è suddiviso in 55 parrocchie, raggruppate in 6 foranie: Caratinga, Carangola, Manhuaçu, Santa Margarida, Inhapim e Ipanema.

## Storia
La diocesi è stata eretta il 15 dicembre 1915 con la bolla Pastorale Romani Pontificis officium di papa Benedetto XV, ricavandone il territorio dall'arcidiocesi di Mariana.
Il 1º febbraio 1956 ha ceduto una porzione del suo territorio a vantaggio dell'erezione della diocesi di Governador Valadares.

## Cronotassi dei vescovi
Si omettono i periodi di sede vacante non superiori ai 2 anni o non storicamente accertati.
- Sede vacante (1915-1918)
- Joaquim Mamede da Silva Leite † (28 gennaio 1918 - dimesso) (vescovo eletto)

- Manuel Nogueira Duarte † (4 aprile 1918 - 1919 dimesso)
- Carloto Fernandes da Silva Távora † (18 dicembre 1919 - 29 novembre 1933 deceduto)
- José Maria Perreira Lara † (28 settembre 1934 - 8 agosto 1936 deceduto)
- João Batista Cavati, C.M. † (30 luglio 1938 - 20 ottobre 1956 dimesso[2])
- José Eugênio Corrêa † (19 agosto 1957 - 27 novembre 1978 dimesso)
- Hélio Gonçalves Heleno † (27 novembre 1978 - 16 febbraio 2011 ritirato)
- Emanuel Messias de Oliveira (16 febbraio 2011 - 13 dicembre 2023 ritirato)
- Juarez Delorto Secco, dal 13 dicembre 2023

## Statistiche
La diocesi nel 2021 su una popolazione di 713.170 persone contava 504.212 battezzati, corrispondenti al 70,7% del totale.
| anno | popolazione | popolazione | popolazione | presbiteri | presbiteri | presbiteri | presbiteri                | diaconi | religiosi | religiosi | parrocchie |
| anno | battezzati  | totale      | %           | numero     | secolari   | regolari   | battezzati per presbitero | diaconi | uomini    | donne     | parrocchie |
| ---- | ----------- | ----------- | ----------- | ---------- | ---------- | ---------- | ------------------------- | ------- | --------- | --------- | ---------- |
| 1950 | 750.000     | 800.000     | 93,8        | 51         | 31         | 20         | 14.705                    |         | 26        | 89        | 32         |
| 1959 | 480.000     | 520.000     | 92,3        | 59         | 34         | 25         | 8.135                     |         | 53        | 146       | 35         |
| 1965 | 691.400     | 751.350     | 92,0        | 51         | 26         | 25         | 13.556                    |         | 25        | 120       | 41         |
| 1970 | 775.000     | 844.000     | 91,8        | 53         | 27         | 26         | 14.622                    |         | 35        | 80        | 41         |
| 1976 | 803.700     | 886.600     | 90,6        | 52         | 25         | 27         | 15.455                    |         | 49        | 121       | 42         |
| 1980 | 569.000     | 600.500     | 94,8        | 54         | 25         | 29         | 10.537                    |         | 42        | 129       | 39         |
| 1990 | 715.000     | 753.000     | 95,0        | 46         | 26         | 20         | 15.543                    |         | 44        | 112       | 40         |
| 1999 | 512.500     | 597.500     | 85,8        | 58         | 41         | 17         | 8.836                     |         | 28        | 132       | 45         |
| 2000 | 527.100     | 620.000     | 85,0        | 58         | 42         | 16         | 9.087                     |         | 23        | 129       | 46         |
| 2001 | 541.100     | 636.471     | 85,0        | 57         | 40         | 17         | 9.492                     |         | 52        | 127       | 46         |
| 2002 | 541.000     | 636.470     | 85,0        | 59         | 40         | 19         | 9.169                     |         | 38        | 126       | 46         |
| 2003 | 548.060     | 637.280     | 86,0        | 66         | 44         | 22         | 8.303                     |         | 28        | 125       | 46         |
| 2004 | 539.630     | 637.280     | 84,7        | 68         | 46         | 22         | 7.935                     |         | 24        | 126       | 46         |
| 2006 | 549.000     | 652.000     | 84,2        | 70         | 49         | 21         | 7.842                     |         | 36        | 126       | 46         |
| 2013 | 598.000     | 713.200     | 83,8        | 84         | 59         | 25         | 7.119                     |         | 37        | 91        | 48         |
| 2016 | 611.000     | 725.000     | 84,3        | 86         | 61         | 25         | 7.104                     | 1       | 37        | 94        | 52         |
| 2019 | 625.760     | 742.500     | 84,3        | 88         | 63         | 25         | 7.110                     |         | 28        | 90        | 54         |
| 2021 | 504.212     | 713.170     | 70,7        | 98         | 70         | 28         | 5.145                     | 2       | 32        | 103       | 55         |